# MAMORU MIYANO SPECIAL LIVE 2013 〜TRAVELING!〜
『MAMORU MIYANO SPECIAL LIVE 2013 〜TRAVELING!〜』（マモルミヤノ スペシャルライブ 2013 トラベリング）は、宮野真守の5作目のライブ・ビデオ。2014年4月23日にキングレコードから発売された。

## 概要
2013年10月4日に日本武道館で行われた『MAMORU MIYANO SPECIAL LIVE 2013 〜TRAVELING!〜』の模様と自身の誕生日である2013年6月7日、6月8日に舞浜アンフィシアターで行われた『MAMORU MIYANO ANNIVERSARY LIVE 〜REQUEST〜』2日目の模様を収録。男性声優ソロアーティストとして初となる日本武道館公演『MAMORU MIYANO SPECIAL LIVE 2013 〜TRAVELING!〜』は時間旅行をテーマとしたライブであり、オープニングムービーは主役を演じた『STEINS;GATE』のパロディとなっている他、「old JAPAN」「modern AMERICA」「Future」等時代に合わせたセットと衣装になっている。
ライブ中盤ではスペシャルゲストボーカル&ギターとしてロックバンドTHE ALFEEのリーダー高見沢俊彦が登場する。コントムービー「マモストラロピテクス」では、スペシャルキャストとして福山潤、梶裕貴、髙木俊が出演している。
Disc1は『MAMORU MIYANO SPECIAL LIVE 2013 〜TRAVELING!〜』の全曲を収録している。映像特典としてBlu-rayのみ、ビジュアルコメンタリーが収録されている。
Disc2は『MAMORU MIYANO ANNIVERSARY LIVE 〜REQUEST〜』の全曲を収録している。映像特典としてコント「マモストラロピテクス」の完全版が収録されている。

## 公演概要
MAMORU MIYANO SPECIAL LIVE 2013 〜TRAVELING!〜
- 2013年10月4日 - 日本武道館（東京）

MAMORU MIYANO ANNIVERSARY LIVE 〜REQUEST〜
- 2013年6月7日 - 舞浜アンフィシアター（千葉）
- 2013年6月8日 - 舞浜アンフィシアター（千葉）

## 演奏参加ミュージシャン
- ボーカル・パフォーマンス
  - 宮野真守

- バックバンド
  - ギター&バンドマスター
    - 木原良輔

  - ドラム
    - 菊嶋亮一

  - ベース
    - 前田逸平

  - キーボード
    - 佐野宏晃

  - キーボード＆マニピュレーター
    - 今井準

  - ボーカル＆ギター
    - 高見沢俊彦(TRAVERING!)

- バックダンサー
  - FUMI
  - TOSHI
  - HIDE
  - sho-ta.(REQUEST)
  - NOSUKE(TRAVERING!)

## 収録内容

### Disc1
| 01 | Prologue ~Time Traveler~      |
| 02 | Identity                      |
| 03 | WONDER LOVE -remix-           |
| 04 | Kiss×Kiss                     |
| 05 | オルフェ                      |
| 06 | 辻の華                        |
| 07 | Calling                       |
| 08 | Theme of TRAVELING!           |
| 09 | 愛の詩 ～Ulyssesの宴～        |
| 10 | FOREVER LULLABY               |
| 11 | passage,                      |
| 12 | THANK YOU (reprise)           |
| 13 | マモストラロピテクス          |
| 14 | Legend of Galaxy ～銀河の覇者 |
| 15 | ULTRA FLY                     |
| 16 | スーパーノヴァ                |
| 17 | GOLDEN NIGHT -futuremix-      |
| 18 | UNSTOPPABLE                   |
| 19 | カノン                        |
| 20 | 未来                          |
| 21 | Not Alone                     |
| 22 | Discovery                     |
| 23 | J☆S                           |
| 24 | Epilogue                      |

### Disc2
| 01 | Prologue               |
| 02 | ハナミズキ             |
| 03 | even if                |
| 04 | 小さな恋のうた         |
| 05 | one way                |
| 06 | 箱空                   |
| 07 | GUILTY BEAUTY LOVE     |
| 08 | MAMO LEAGUE            |
| 09 | ヒカリ、ヒカル         |
| 10 | Kiss×Kiss              |
| 11 | MOONLIGHT              |
| 12 | オルフェ               |
| 13 | J☆S                    |
| 14 | カノン                 |
| 15 | FOREVER LULLABY        |
| 16 | Birthday Surprise Gift |
| 17 | THANK YOU              |
| 18 | Epilogue               |